# Ferdinand Neuling
Ferdinand Neuling (22 de agosto de 1885 - 20 de febrero de 1960) fue un general de la Wehrmacht durante la II Guerra Mundial. En septiembre de 1939, las tropas alemanas bajo su mando ocuparon la parte polaca de la Alta Silesia y las ciudades de Katowice, Mikołów, Chorzów, cometiendo numerosos crímenes de guerra sobre los civiles polacos y los combatientes de la resistencia.

## Biografía
En 1905 se unió al ejército del Kaiser como alférez en el 139.º Regimiento de Infantería. Un año más tarde fue promovido a teniente. Sirvió en la I Guerra Mundial y recibió la Cruz de Hierro de 1.ª y 2.ª Clase. Después de 1918, continuó el servicio en el Reichswehr. En 1929, fue promovido a mayor, en 1933 a teniente coronel. En el mismo año, asumió el mando del 23.º Regimiento de Infantería.
El 1 de enero de 1939 se convirtió en Mayor General y tres meses después asumió el mando del Landwehr en Oppeln. En vísperas de la II Guerra Mundial se le ordenó crear la 239.ª División de Infantería, con base a soldados del Landwehr. El valor de batalla de la división era considerado muy bajo y la unidad estaba previsto ser utilizada en la reserva.
El 2 de septiembre de 1939, su división cruzó la frontera polaco-germana en Gierałtowice. Las tropas marcharon hacia Ornontowice, y después a Mikołów. El 3 de septiembre, seguido de la retirada del Ejército polaco de la Alta Silesia, Neuling entró en Mikołów. Un día después, asedió Katowice, donde fue saludado calurosamente por los ciudadanos alemanes. Tres días después, sus soldados incendiaron la sinagoga en Katowice.
Después de la captura de la Alta Silesia la división de Neuling se dirigió al este. En octubre de 1939 guardaron la frontera germano-soviética en el río Bug, que fue creada después de la caída de Polonia.
En 1940 los hombres de Neuling tomaron parte en la ofensiva contra Francia, asaltaron la Línea Maginot, y capturaron Colmar y Estrasburgo. Después, fue puesto en la reserva del ejército. A partir de 1942 comandó el LXII Cuerpo de Ejército en Francia. El 18 de agosto de 1944, su cuerpo fue aplastado por unidades avanzadas del Ejército de EE. UU. Neuling fue tomado prisionero y transferido al campo de prisioneros de guerra en Clinton, Mississippi.
Retornó a Alemania en 1947 y murió en Hildesheim en 1960. Nunca tuvo que enfrentar cargos concernientes a crímenes cometidos durante la guerra.

## Condecoraciones
- Cruz de Hierro (1914)
  - 2.ª Clase
  - 1.ª Clase
- Cruz de Caballero de la Orden Militar de San Enrique
- Cruz de Honor de la Guerra Mundial 1914/1918
- Cruz de Hierro (1939)
  - 2.ª Clase
  - 1.ª Clase
- Cruz Alemana en Oro (19 de diciembre de 1941)
- Cruz de Caballero de la Cruz de Hierro el 28 de febrero de 1942 como Teniente General y comandante de la 239.ª División de Infantería.[1]

### Citas
1. ↑  Fellgiebel 2000, p. 323.